# 薄荷醇
薄荷醇，俗称薄荷脑，是薄荷葉片製造的一種環類單萜，也是薄荷油的主要成分。薄荷油是植物所產生的高揮發性精油，其成份多為半萜、單萜及倍半萜，尤其在氣候溫暖時產量更高。某些重要的植物色素是類萜或含類萜基的化合物。

## 應用
在很多產品中都包含薄荷醇，包括：
- 喉糖
- 止癢藥物例如薄荷棒
- 輕微止痛、麻醉藥物
- 治療曬傷藥物，因其清涼效果
- 香煙（可以有效降低煙草引起的喉咙和鼻窦刺激，还能增加尼古丁受体的密度[1]，增加烟草制品的成瘾潜力[2][3]）
- 口腔衛生用品，如漱口水、牙膏、牙線、口香糖等
- 飲料、甜食
- 香水
- 鎮痛膏布，薄荷醇具有促滲透作用
- 化妝品

## 生產

### 合成
日本化學家野依良治和他的同事發現BINAP和銠的絡合物可作为不对称氢化反应催化剂，對於合成(-)-薄荷醇非常有效；因为对不对称有机合成的贡献，野依良治獲得了2001年的諾貝爾化學獎。
野依良治的團隊与高砂香料工業公司合作，将该方法工業化。目前高砂香料工業每年产3,000噸ee高达94%的單一(-)-薄荷醇對映異構體。該包含不對稱合成的合成方法以香葉烯為起點。香葉烯、二乙胺與鋰生成含烯丙基的胺化合物。然後BINAP和銠的絡合物催化該胺化合物發生異構化反應、酸性水解、从而生成R-香茅醛。溴化鋅作爲路易斯酸地催化R-香茅醛發生分子內關環的羰基ene反應，从而生成異蒲勒醇。然後異蒲勒醇被氫化為(1R,2S,5R)-(-)-薄荷醇。

## 作用原理
- 食用、吸入或皮肤接触薄荷醇会带来冷却感，这是由于薄荷醇是一种TRPM8激动剂，它会活化TRPM8通道并允许钠离子、钾离子、铯离子和钙离子进入细胞内，这导致细胞的去极化以及产生一个动作电位，并最终将导致生物感受到冷的感觉。

- 薄荷醇的止痛作用通过κ-阿片受体的选择性活化来介导，薄荷醇还可以阻断对电压敏感的钠通道以减少可能刺激肌肉的神经活动。

## 延伸閲讀
- Turner, E. E.; Harris, M. M. . London: Longmans, Green & Co. 1952.
- 71st. Ann Arbor, MI: CRC Press. 1990.
- 7th. Rahway, NJ: Merck & Co. 1960.
- . Perfumer & Flavorist. 2007, 32 (12): 38–47.

## 外部連結
- Colacot, T. J. . Platinum Metals Rev. 2002-04-01, 46 (2): 82–83  [2020-01-27]. （原始内容存档于2020-09-15）.
- Ryoji Noyori Nobel lecture (2001) （页面存档备份，存于）
- Menthol Information （页面存档备份，存于）
- A review of menthol （页面存档备份，存于） from the Science Creative Quarterly